# Jean-Antoine Letronne
Jean-Antoine Letronne var en fransk arkeolog. Han föddes den 25 januari 1787 och dog den 14 december 1848, bådadera i Paris.
Letronne var en skarpsinnig, polemiskt anlagd kritiker, med betydande publikationer i synnerhet om tolkningen av grekiska och romerska inskriptioner i Egypten samt om den egyptiska kronologin. Hans främsta arbete är Recueil des inscriptions grecques et latines de l'Égypte (2 band, 1842–1848, med atlas). Hans många betydelsefulla tidskriftsartiklar har efter hans död blivit återutgivna som Oeuvres choisies de A.-J. Letronne (1881–1886).
Efter att under studietiden ha funnit intresse för översättning från grekiska blev han uppmärksammad. Han blev 1831 professor i historia och 1838 professor i arkeologi, vid Collège de France. 1840 tog han rollen som ansvarig för nationella arkiv och var ännu vid sin död chef för franska arkivväsendet.
Hans "Des Opinions cosmographiques des Pères de l'Église", publicerad 1835 men nyutgiven i Oeuvres choisies 1883, har pekats ut som ett av de verk som först lyfte fram att katolska kyrkan under medeltiden spred att jorden är platt. Det är idag ansett som en vinklad framställning, men uppgiften förekom på flera håll och lever kvar som faktoid.